# Farfur
Farfur var en figur i ett barnprogram som sändes 2007 i den palestinska TV-kanalen Al Aqsa TV. Figuren var till sitt utseende mycket lik Musse Pigg.
I ett avsnitt uppmanade Farfur palestinska barn till kamp mot Israel och USA samt förde fram islamistiska budskap. Detta enligt en översättning gjord av MEMRI. Avsnittet gavs stor uppmärksamhet i internationella medier och Farfur fick öknamnet Mulla Pigg. Figuren dödas i ett avslutande avsnitt, detta skulle symbolisera martyrskap.
MEMRI:s översättning kritiserades, bland annat av Brian Whitaker, mellanösterchef för The Guardian. MEMRI:s ordförande Yigal Carmon försvarade dock översättningen.